# Tom Soetaers
Tom Soetaers (Tienen, 21 luglio 1980) è un allenatore di calcio ed ex calciatore belga, di ruolo centrocampista, tecnico dell'Hoegaarden-Outgaarden.

## Palmarès

### Club

#### Competizioni nazionali
- Campionato belga: 1

Anderlecht: 1999-2000
- Coppa del Belgio: 1

Genk: 2008-2009